# Vatnsfjörður (Breiðafjörður)
Der Vatnsfjörður ist ein Fjord in den Westfjorden von Island.
Der etwa 2,5 Kilometer breite Fjord ist der westlichste Fjord im Breiðafjörður und reicht rund 6 Kilometer weit ins Land.
Am Fjord verlässt der Vestfjarðavegur  die Küste und führt weiter in Richtung Norden.
Am Westufer entlang führt der Barðastrandarvegur  weiter nach Patreksfjörður.
An ihm, bei dem Hof Brjánslækur, endet die Fähre aus Stykkishólmur und Flatey.
Seit 1975 steht dieses Gebiet unter Naturschutz.